# Ron Jones (profesor)
Ron Jones (Palo Alto, California, 1941) es un escritor y profesor estadounidense. Mientras impartía clases de historia contemporánea en un instituto de Palo Alto, California, fue el iniciador de la llamada «Tercera Ola» en 1967, consistente en un experimento psicológico con adolescentes en torno al nacimiento del nazismo. Su trabajo sirvió de inspiración para La Ola, un famoso libro de Todd Strasser, y para la película homónima de 2008.
Ha pasado los últimos 30 años trabajando con personas con discapacidad mental. Jones afirma que fue expulsado de la Escuela Secundaria Cubberley debido a sus actividades contra la guerra.